# Sanâa
Il sanâa (in arabo الصّنعة‎?) costituisce un repertorio ed uno stile della musica colta arabo-andalusa tipico di Algeri, derivato dalla tradizione di Cordova ai tempi di al-Andalus, portata nel Maghreb dai rifugiati musulmani andalusi dopo la Reconquista. Il sanâa è diffuso anche a Blida, Miliana, Médéa, Koléa, Mostaganem, Bordj Bou Arreridj, Tizi Ouzou e Béjaïa.